# Elisabetta di Baviera
Elisabetta Amalia Eugenia di Wittelsbach, detta Sisi (in tedesco Elisabeth Amalie Eugenie; Monaco di Baviera, 24 dicembre 1837 – Ginevra, 10 settembre 1898), anche nota come Sissi, fu imperatrice d'Austria, regina apostolica d'Ungheria, regina di Boemia e di Croazia come consorte di Francesco Giuseppe d'Austria, nata duchessa in Baviera.
Nonostante fosse cresciuta relativamente libera da vincoli sociali e di comportamento tipici della nobiltà mitteleuropea del XIX secolo e generalmente insofferente alla disciplina di corte a Vienna, Elisabetta rimase un simbolo della monarchia asburgica; per tale ragione il 10 settembre 1898 fu uccisa a Ginevra, in Svizzera, dall'anarchico italiano Luigi Lucheni.

## Origine del soprannome Sissi
Il soprannome corretto dell'imperatrice è Sisi, con una sola s.
L'antiquario Paul Heinemann sostenne che il nomignolo originale e anche la firma di Elisabetta fossero Lisi (diminutivo di Elisabeth), diventato Sisi in seguito a un errore di lettura della firma da parte di Francesco Giuseppe. Questa ricostruzione è stata contestata dalla storica Brigitte Hamann, che ha sottolineato come solo il duca Massimiliano Giuseppe chiamasse la figlia Lisi, mentre la madre, la duchessa Ludovica, e i fratelli la chiamavano Sisi.
La versione Sissi con due esse è stata popolarizzata dai famosi film degli anni cinquanta, ma è da segnalare che la forma Sissy era già stata utilizzata da alcuni parenti dell'imperatrice. Oggi in Austria si preferisce la versione tradizionale Sisi, utilizzata nel nome del museo dedicatole, ma viene utilizzata anche la forma con due esse.

## Biografia

### Infanzia in Baviera

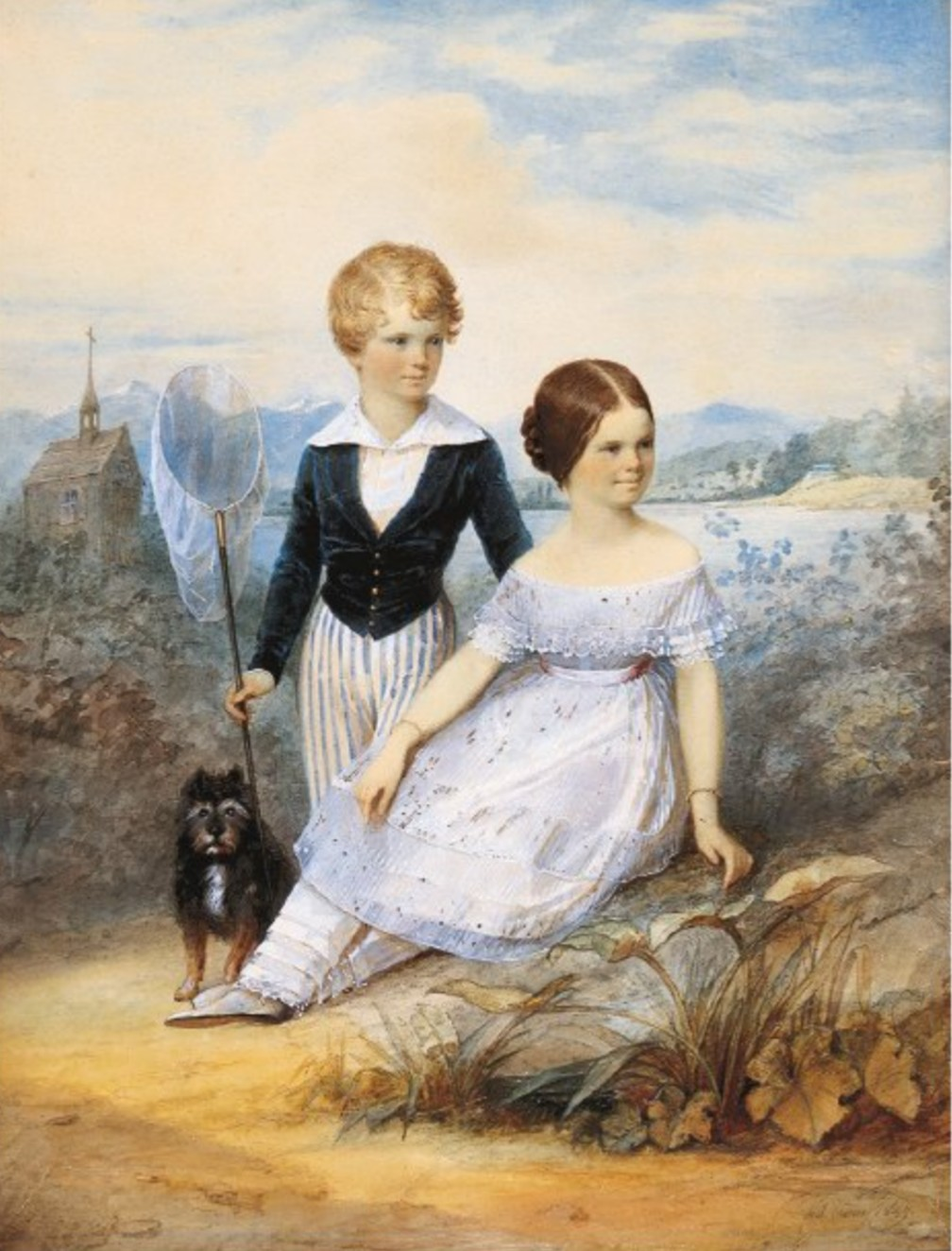
Ritratto di Elisabetta all'età di undici anni insieme con il fratello Carlo Teodoro al castello di Possenhofen

Elisabetta Amalia Eugenia nacque il 24 dicembre 1837 a Monaco di Baviera, quarta dei dieci figli del duca Massimiliano Giuseppe in Baviera e di Ludovica di Baviera, figlia del grande elettore Massimiliano di Wittelsbach, divenuto poi re con il nome di Massimiliano I Giuseppe di Baviera.
Entrambi i genitori appartenevano alla dinastia dei Wittelsbach, ma il padre discendeva da un ramo collaterale dei duchi "in Baviera", mentre la madre apparteneva al ramo principale della famiglia reale. Pertanto il titolo e il trattamento di Elisabetta alla nascita furono quelli di "Sua altezza, la duchessa Elisabetta in Baviera". Il 21 marzo 1845 il re Ludovico I, fratello della duchessa Ludovica, concesse al cognato Massimiliano Giuseppe e ai suoi discendenti il trattamento di altezza reale. La futura imperatrice fu da quel momento nota come "Sua altezza reale, la duchessa Elisabetta in Baviera" (in tedesco Ihre Königliche Hoheit, Herzogin Elisabeth in Bayern).
Il matrimonio dei genitori di Elisabetta non fu felice: il duca Massimiliano, non particolarmente interessato alla vita familiare, ebbe numerose amanti e figli illegittimi; la duchessa Ludovica, che a differenza delle sue sorelle, sposate a principi di case reali, aveva preso in marito un nobile di rango più modesto, non partecipava alla vita di corte bavarese, ma preferiva rimanere in disparte e occuparsi personalmente dell'educazione dei figli, cosa piuttosto singolare per quei tempi.

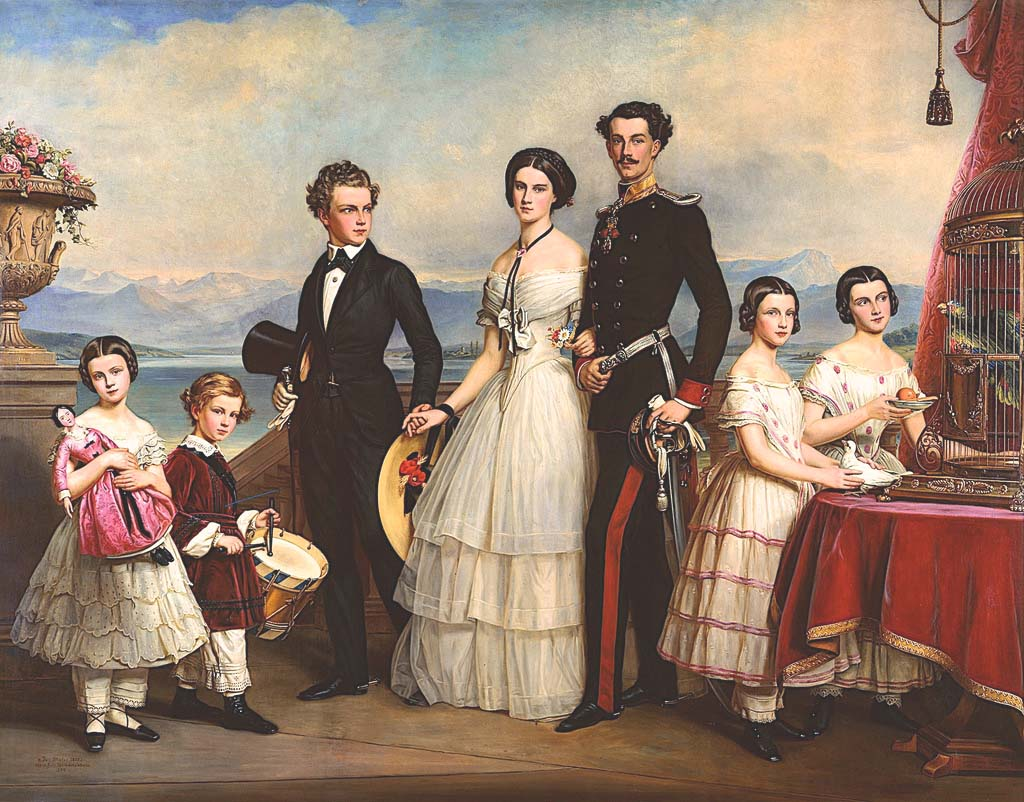
I figli di Max in Baviera ritratti da Joseph Karl Stieler

Elisabetta, tuttavia, trascorse la sua infanzia serenamente a Monaco nel palazzo di famiglia, mentre i mesi estivi erano trascorsi nel castello di Possenhofen, una residenza a cui la giovane duchessa, amante della natura, fu molto legata per tutta la vita. Di animo sensibile, cresciuta con molta semplicità in modo che non sviluppasse un carattere orgogliosamente aristocratico, sin da piccola fu abituata a trascurare i formalismi e a occuparsi dei poveri e degli infermi.
A quattordici anni Elisabetta si innamorò per la prima volta di un certo conte Richard S., scudiero stipendiato del duca Massimiliano, ma dato che il ragazzo non era un buon partito, venne allontanato dal palazzo e inviato altrove. Quando tornò a Monaco, non molto tempo dopo, si ammalò e in breve tempo morì. Elisabetta ne fu sconvolta e si chiuse in se stessa, consolandosi scrivendo poesie per il suo amore sfortunato.
Nell'inverno 1853 erano in corso alcune trattative fra la duchessa Ludovica e sua sorella, l'arciduchessa Sofia, per far sposare la figlia della prima, Elena, col figlio della seconda, l'imperatore Francesco Giuseppe I d'Austria. La scelta dell'arciduchessa Sofia era caduta su Elena, dopo due falliti progetti con principesse prussiane e sassoni, dal momento che desiderava insediare accanto al figlio una tedesca, rafforzando il ruolo dell'Austria nell'area germanica. Benché Elena non fosse membro di una famiglia reale, rappresentava comunque un legame con la Baviera, una delle regioni tedesche e cattoliche più fedeli all'Austria.
Ludovica e Sofia decisero di far incontrare i loro figli a Ischl, residenza estiva dell'imperatore, durante la festa di compleanno di quest'ultimo e annunciare pubblicamente il loro fidanzamento. Ludovica decise di portare con sé anche Elisabetta, nella speranza di strapparla alla malinconia nella quale era sprofondata e con l'intenzione di vagliare un suo possibile fidanzamento con Carlo Ludovico, fratello minore di Francesco Giuseppe.

### Il fidanzamento e le nozze con Francesco Giuseppe

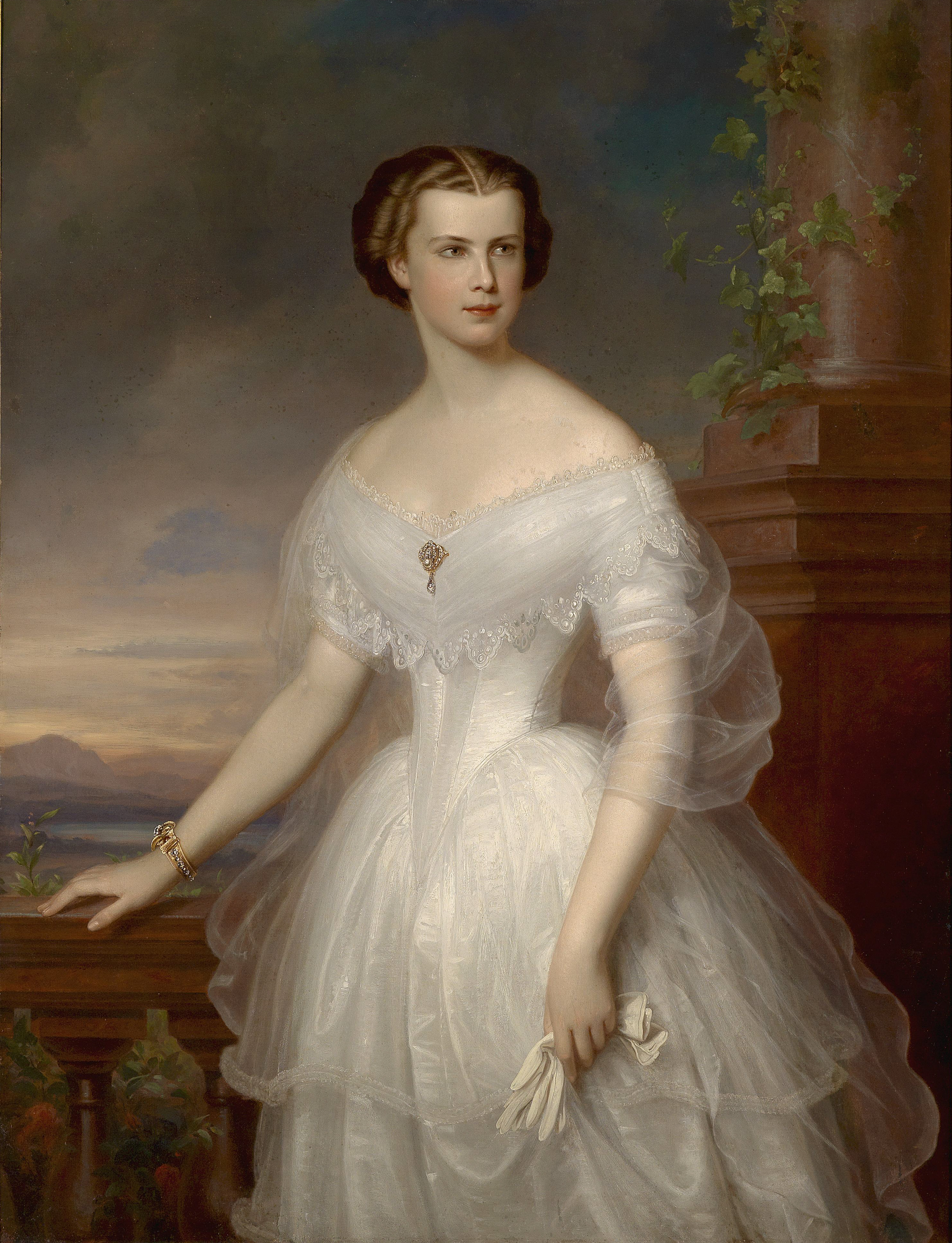
Elisabetta, duchessa in Baviera

La duchessa Ludovica e le figlie arrivarono a Ischl il 16 agosto 1853. Nel pomeriggio ci fu un primo incontro con Sofia, Francesco Giuseppe ed Elisabetta di Prussia, un'altra sorella di Ludovica. Fin da quel primo formale incontro, fu evidente ai presenti che Francesco Giuseppe si era infatuato non di Elena, ma della più giovane e acerba sorella Elisabetta.
L'arciduchessa Sofia scrisse in merito a sua sorella, Maria di Baviera: «Era raggiante, e tu sai come il suo volto si illumina quando è contento di qualcosa. La cara piccina non aveva la minima idea dell'impressione da lei destata in Franz. Fino all'istante in cui la madre le parlò apertamente, Sissi era solo intimidita e intimorita dalla gente che le stava intorno».
Il giorno dopo Francesco Giuseppe disse alla madre che la sua scelta era caduta su Elisabetta, nonostante l'arciduchessa Sofia preferisse Elena. Nel ricevimento dato quella sera, l'imperatore ballò il cotillon con Elisabetta, un chiaro segno per tutti, ma non per la futura sposa. Anche durante la cena del 18 agosto, compleanno di Francesco Giuseppe, Elisabetta fu fatta sedere accanto a lui.
Il giorno seguente Ludovica, per conto dell'imperatore, chiese a Elisabetta se era condiscendente alle nozze e, ottenuto il consenso, lo comunicò per iscritto alla sorella Sofia. Da quel momento fino al 31 agosto, la coppia di fidanzati trascorse molto tempo insieme e si mostrò pubblicamente.

Intanto incominciarono le trattative con la Santa Sede per ottenere la necessaria dispensa papale, poiché gli sposi erano primi cugini. Questa stretta parentela, come di consueto per quel tempo, non fu tenuta di conto, nonostante diversi membri della famiglia Wittelsbach avessero già mostrato le tare ereditarie della loro dinastia.

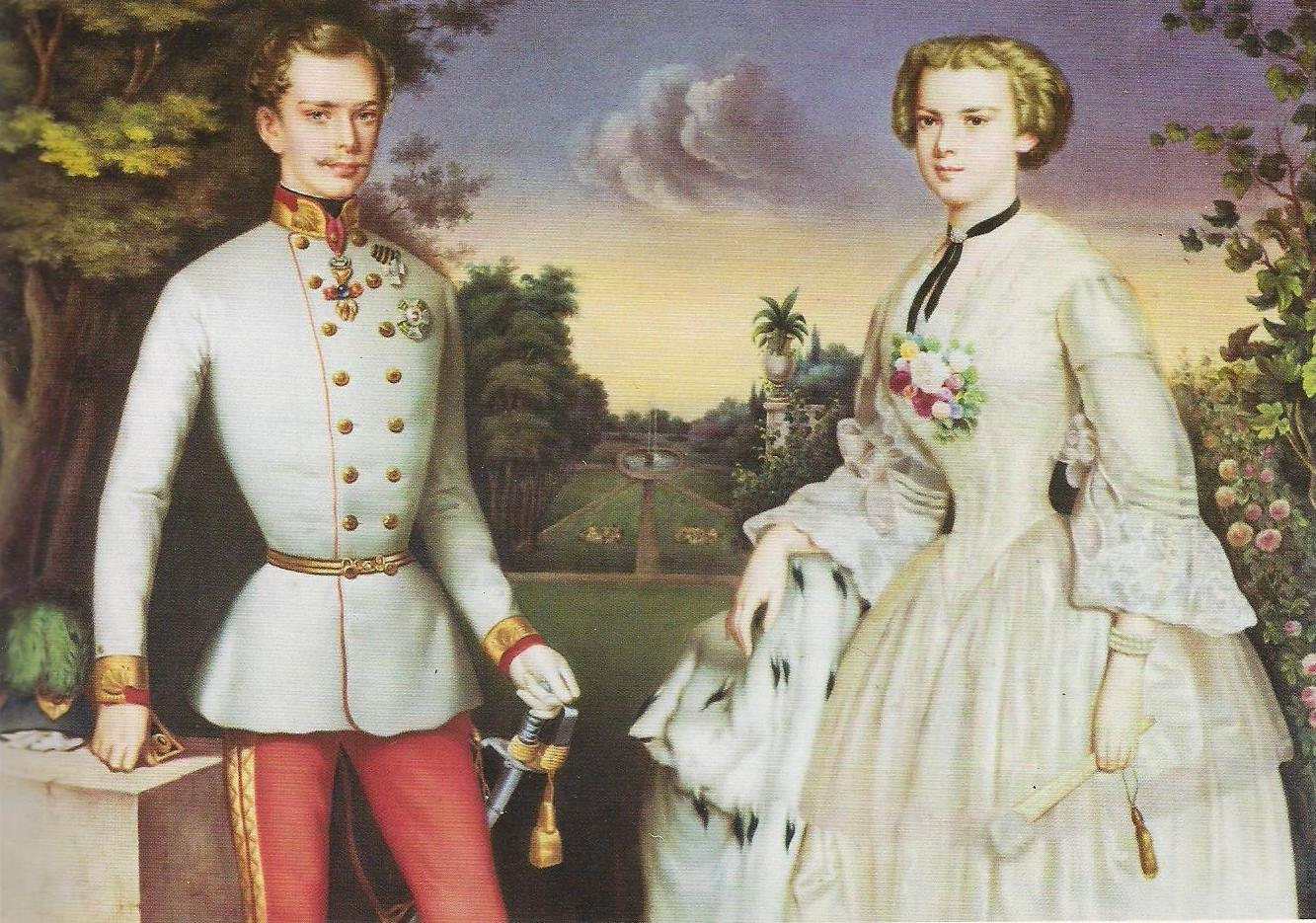
Francesco Giuseppe ed Elisabetta (1854)

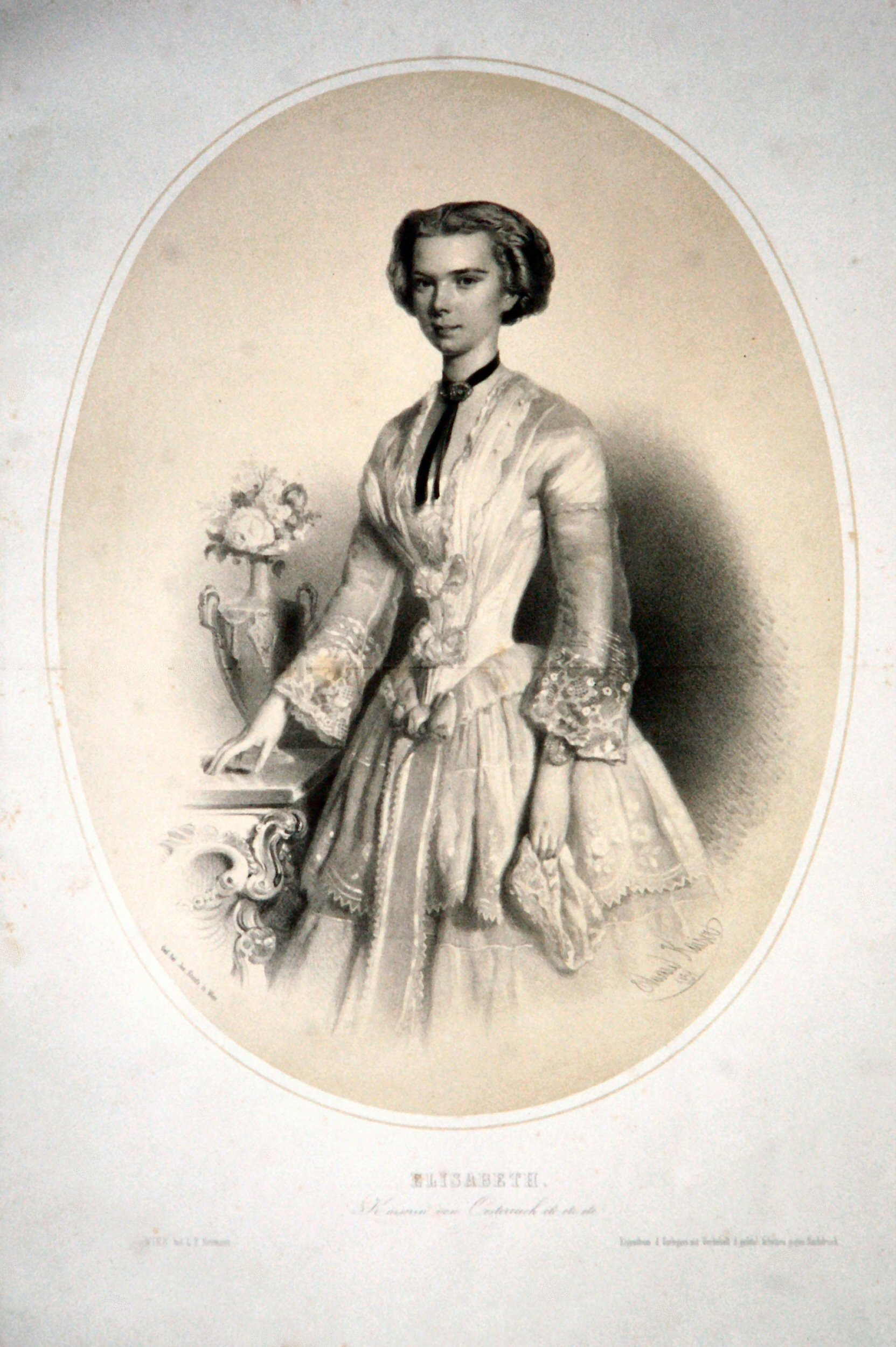
Litografia di Elisabetta del 1854

Dal fidanzamento fino alle nozze Elisabetta fu sottoposta a un corso di studio intensivo, nella speranza di colmare le numerose lacune della sua scarsa istruzione. Dovette imparare al più presto il francese, l'italiano e soprattutto la storia dell'Austria. Nello stesso periodo fu allestito rapidamente il corredo della sposa, pagato quasi del tutto dall'imperatore e non dal padre della sposa, come invece era consuetudine. Nel marzo 1854 fu ufficialmente firmato il contratto nuziale e la dote fu fissata in 50 000 fiorini pagati dal duca Massimiliano e 100 000 fiorini pagati dall'imperatore.
Il 20 aprile 1854 Elisabetta lasciò la sua casa paterna di Monaco. Il viaggio durò tre giorni e il 23 aprile la futura imperatrice fece il suo ingresso ufficiale a Vienna, dove ricevette una calorosa accoglienza. Le nozze furono celebrate con grande sfarzo la sera del 24 aprile nella Chiesa degli Agostiniani. Dopo i numerosi festeggiamenti, la coppia fu condotta nella camera da letto soltanto dalle rispettive madri, contrariamente alle usanze del tempo che prevedevano la presenza di numerose persone. Le nozze furono consumate la terza notte.

### Primi anni alla corte di Vienna
Fin dal suo primo ingresso a corte, Elisabetta dovette accorgersi delle difficoltà che l'attendevano. Nata e cresciuta in una famiglia di costumi semplici sebbene nobile, si trovò al centro della rigida corte di Vienna, ancora legata a un severo "cerimoniale spagnolo", cui inizialmente la giovane imperatrice dovette sottostare. Privata dei suoi affetti e delle sue abitudini, Elisabetta cadde presto malata, accusando per molti mesi una tosse continua, febbre e stati di ansia, dovuti a turbamenti di origine psichica.
L'arciduchessa Sofia si prese l'onere di trasformare la nuora in una perfetta imperatrice, ma nell'agire in tal senso e restando fermamente attaccata all'etichetta finì per inimicarsi Elisabetta e ad apparire ai suoi occhi una donna malvagia. Solo successivamente la ragazza si rese conto che la suocera aveva agito sempre a fin di bene, pur in maniera imperiosa e imponendo sacrifici. A differenza di Sofia, che infatti era rispettata da tutta la corte, Elisabetta veniva criticata per la sua scarsa istruzione e per la sua inesistente attitudine alla vita di società.

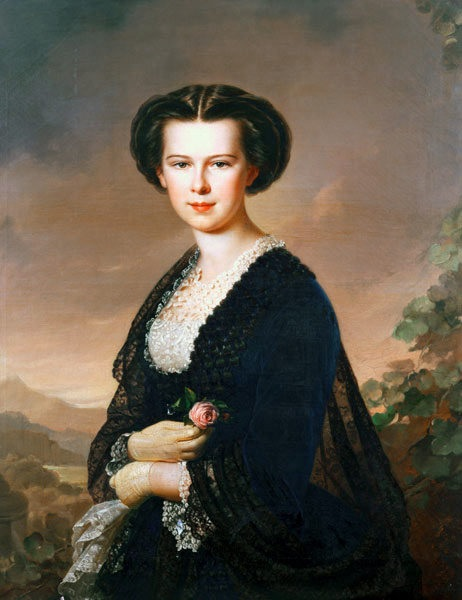
Ritratto di Elisabetta (1856)

Non molto tempo dopo le nozze Elisabetta rimase incinta, e il 5 marzo 1855 partorì la sua prima figlia, chiamata Sofia in onore della nonna paterna. L'arciduchessa si occupò personalmente della bimba, alla quale fu legatissima. Le stanze della bambina furono allestite accanto alle sue e fu lei a scegliere l'aia (educatrice) e la bambinaia. Già poco più di un anno dopo, il 12 luglio 1856, Elisabetta partorì un'altra bambina, Gisella, parimenti allevata dalla nonna. In seguito Elisabetta espresse il proprio rammarico per non essersi potuta occupare dei figli. Nel settembre di quell'anno Elisabetta incominciò a far valere i suoi diritti di madre e durante un viaggio in Stiria e in Carinzia si riavvicinò molto al marito, solitamente compiacente con l'arciduchessa Sofia. L'imperatrice capì che i viaggi di Stato erano un'occasione preziosa per stare da sola col marito e far valere la sua posizione di sposa e madre.
Elisabetta riuscì a ottenere che la figlia Sofia accompagnasse lei e il marito durante il loro viaggio in Italia nell'inverno tra il 1856 e il 1857. Per la prima volta, l'imperatrice, sempre acclamata da folle festanti austriache, si rese conto che l'impero non aveva il consenso di tutte le sue popolazioni. Il regime militaristico austriaco aveva portato come conseguenza il disprezzo e l'odio degli italiani nei confronti degli Asburgo. Elisabetta, solitamente pronta ad assentarsi dagli impegni ufficiali a Vienna, rimase tuttavia accanto al marito in difficoltà per l'intero programma di viaggio nel Lombardo-Veneto. A Milano, nel ricevimento indetto per la nobiltà, gli aristocratici lombardi mandarono al loro posto, in segno di disprezzo, i propri servi; al concerto al Teatro alla Scala fu intonato il "Va', pensiero" di Giuseppe Verdi, che allora era l'inno dei patrioti italiani. A Venezia, poi, la famiglia imperiale attraversò Piazza San Marco acclamata soltanto dai soldati austriaci, mentre la folla di italiani rimase in silenzio. Il console inglese lì presente riferì a Londra: «Il popolo era animato da un unico sentimento, dalla curiosità di vedere l'imperatrice la cui fama di donna meravigliosamente bella è arrivata anche qui».
Poche settimane dopo il rientro dall'Italia, si prospettava un altro viaggio di Stato in un'altra inquieta provincia, l'Ungheria. Tra i magiari era già risaputo che la giovane imperatrice nutriva un profondo interesse per la loro cultura, grazie alle lezioni datele dal conte Majláth, e speravano che influenzasse positivamente il marito. Anche stavolta Elisabetta si scontrò con la suocera, riuscendo a ottenere la presenza delle sue bambine per il viaggio. Come nel Lombardo-Veneto, anche in Ungheria la coppia imperiale fu accolta con freddezza, sebbene la bellezza dell'imperatrice avesse avuto il suo solito successo. Durante il viaggio nelle province ungheresi, la piccola Sofia si ammalò. La diciannovenne imperatrice vegliò per undici ore sulla figlia, che spirò il 29 maggio 1857. Quando tornarono a Vienna, Elisabetta si chiuse in sé stessa e nella propria solitudine, rifiutando di mangiare e di apparire in pubblico. L'imperatrice, che aveva insistito per ottenere la presenza delle bambine durante il viaggio, rinunciò al suo ruolo di madre, ritenendosi colpevole della morte della figlia, e affidò Gisella all'educazione della nonna.

### La nascita del principe ereditario e la seconda guerra d'indipendenza italiana

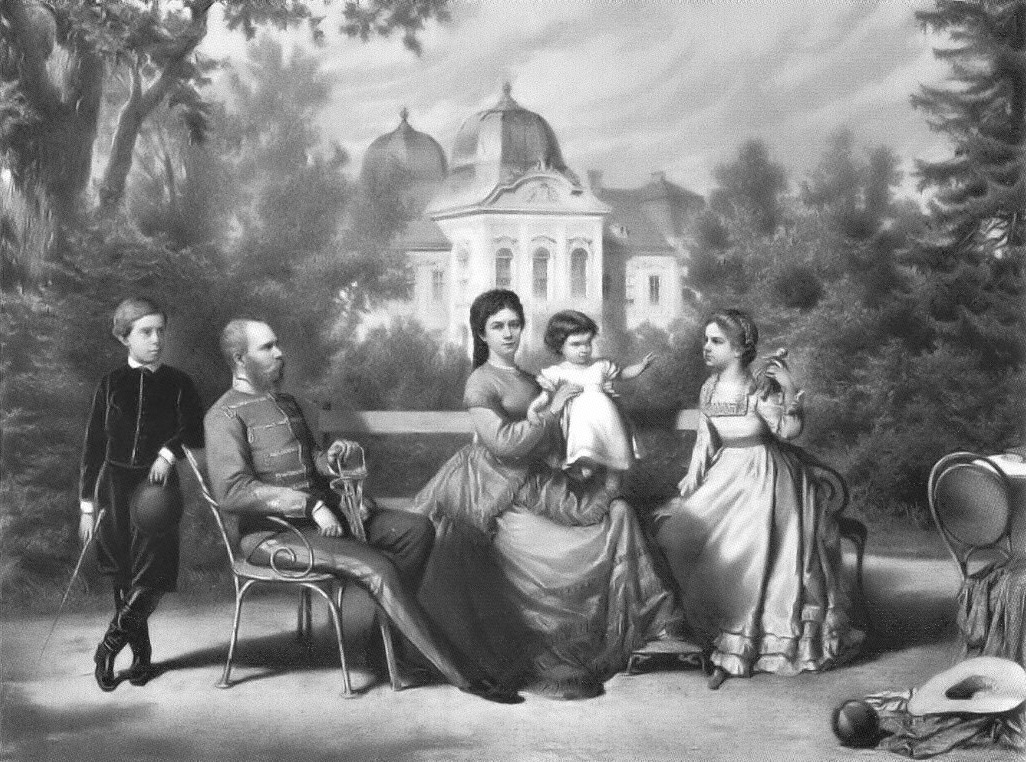
La famiglia imperiale al completo a Gödöllő nel 1870. Da sinistra il principe ereditario Rodolfo, accanto seduto l'imperatore d'Austria Francesco Giuseppe, al centro l'imperatrice Elisabetta con in braccio l'arciduchessa Maria Valeria, e per ultima l'arciduchessa Gisella

Nel dicembre del 1857 Elisabetta manifestò i sintomi di una nuova gravidanza. Il 21 agosto 1858 nacque l'arciduca Rodolfo, principe ereditario dell'Impero d'Austria. Il parto risultò piuttosto difficoltoso: Elisabetta si ammalò e la febbre le tornava a distanza di brevi periodi; dal momento che tra l'autunno e l'inverno le sue condizioni di salute non erano ancora migliorate, furono convocati la duchessa Ludovica e il medico di famiglia dei Wittelsbach. La diagnosi di quest'ultimo rimane sconosciuta e nei diari dell'arciduchessa Sofia ci sono solo accenni a dei sintomi: febbre, debolezza, mancanza di appetito.

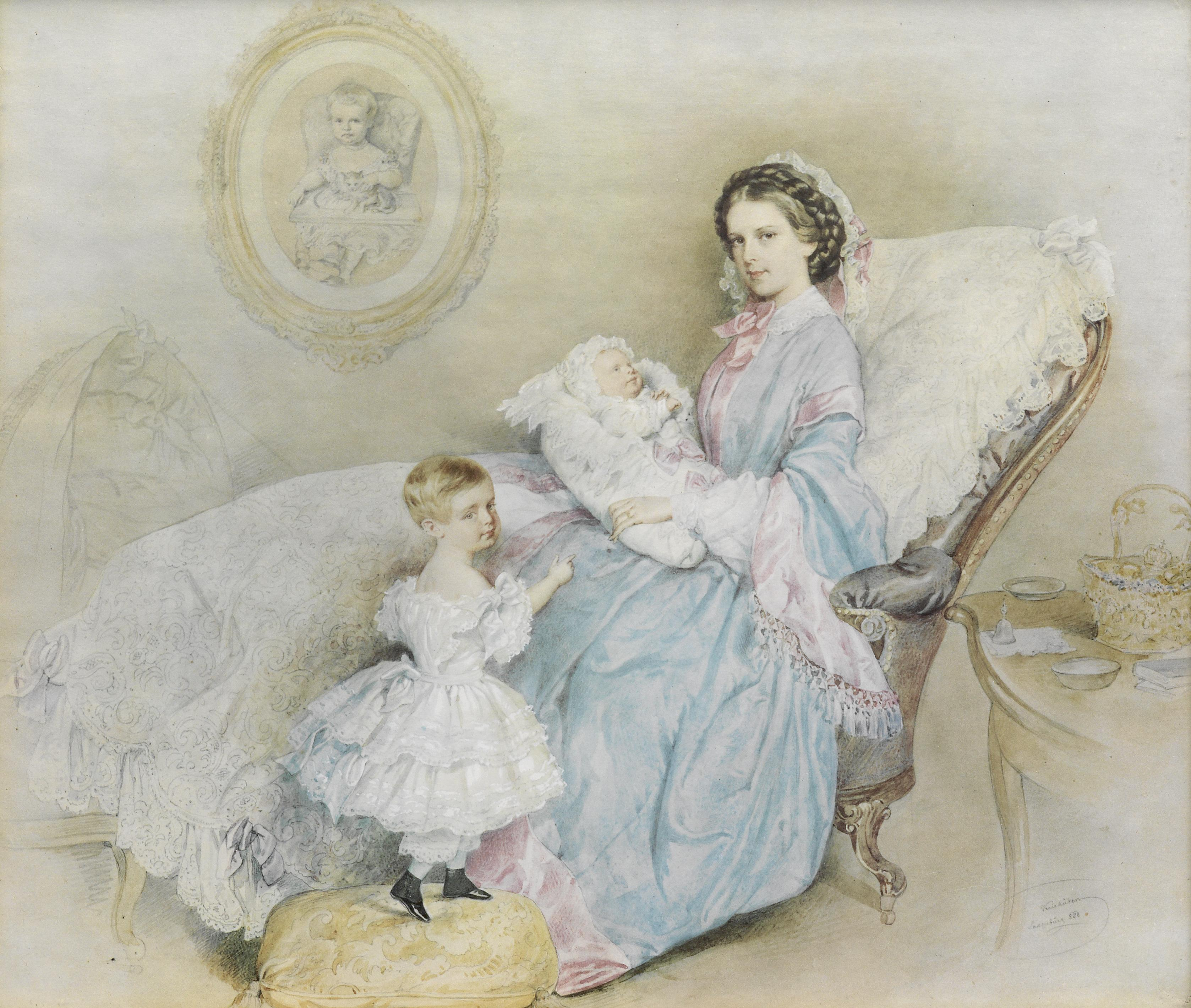
Acquerello raffigurante Elisabetta con i figli Rodolfo e Gisella nel castello di Laxenburg. Alla parete un ritratto di Sofia, la figlia deceduta nel 1857

Elisabetta sembrava migliorare soltanto quando stava con qualcuno della sua famiglia bavarese e nel gennaio 1859 poté godere della compagnia di una delle sue sorelle minori, Maria Sofia. La giovane aveva già sposato per procura il principe ereditario di Napoli, il futuro Francesco II delle Due Sicilie. Elisabetta, nonostante la salute cagionevole, accompagnò Maria Sofia sino a Trieste, dove si sarebbe imbarcata alla volta del Regno delle Due Sicilie.
Il 1859 fu un anno particolarmente difficile per l'Austria. Napoleone III e Cavour, già accordatisi segretamente a Plombières, riuscirono a far dichiarare guerra al Regno di Sardegna da parte dell'Austria. Nel giro di pochi giorni le ultime monarchie asburgiche autonome italiane caddero e a Vienna confluirono i deposti Leopoldo II di Toscana e Francesco V di Modena, con tutti i loro familiari. Le truppe austriache subirono una grave sconfitta nella battaglia di Magenta (4 giugno 1859), a seguito della quale Francesco Giuseppe decise di lasciare Vienna e di comandare personalmente l'esercito. Elisabetta accompagnò il marito sino a Mürzzuschlag e al momento del commiato si appellò al conte Grünne, generale austriaco: «Lei manterrà certamente ciò che ha promesso e starà molto attento all'imperatore; la mia unica consolazione in questi tempi terribili è che lei lo farà sempre e in ogni circostanza. Se non ne fossi convinta, morirei per l'angoscia».
Elisabetta cadde in un profondo stato di disperazione, piangendo in continuazione, al punto da chiedere all'imperatore di poterlo raggiungere in Italia, ottenendo però un rifiuto. L'imperatrice allora si dedicò a drastiche cure dimagranti e a sfiancanti cavalcate; disertò tutti gli impegni sociali organizzati dall'arciduchessa Sofia, attirandosi le critiche della corte. Francesco Giuseppe le scrisse, chiedendole di mostrarsi a Vienna e di visitare gli istituti per sollevare il morale della popolazione e ottenere l'appoggio dell'opinione pubblica. Il 24 giugno ci fu la decisiva battaglia di Solferino, che risultò vittoriosa per i franco-piemontesi. Le conseguenze della disfatta ricaddero sull'imperatore Francesco Giuseppe, che mai era stato mal visto dal popolo come in quei mesi: la critica si spinse al punto di chiedere l'abdicazione del sovrano in favore di suo fratello Massimiliano. Intanto un gran numero di feriti fu portato in Austria e l'imperatrice stessa organizzò un ospedale militare nel castello di Laxenburg, poiché i normali ospedali non avevano posti a sufficienza. La guerra fu ufficialmente conclusa con l'armistizio di Villafranca, che costringeva l'Austria a rinunciare alla Lombardia, una delle più ricche province dell'impero.

### La malattia e le fughe da Vienna

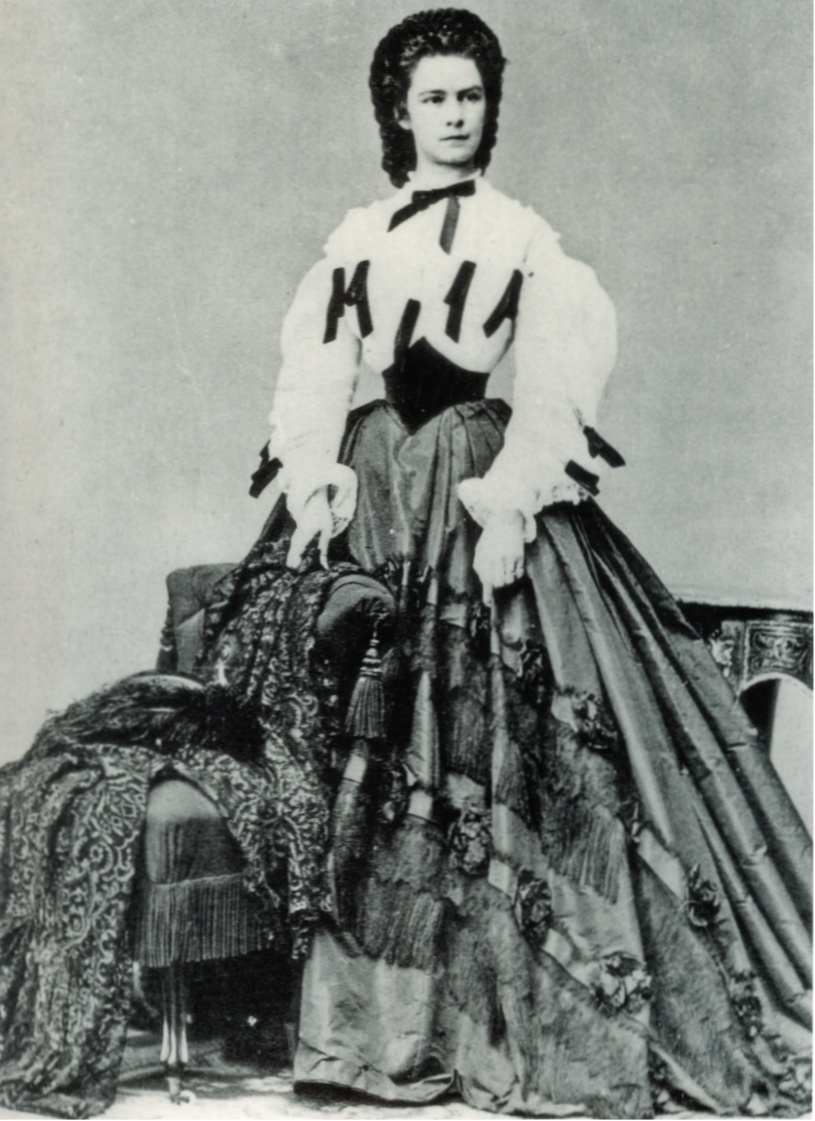
L'imperatrice Elisabetta fotografata nel 1862 da Ludwig Angerer, il suo fotografo ufficiale

Parimenti alla crisi politica del 1859-60, si sviluppò anche una crisi privata della coppia imperiale, dovuta ai soliti contrasti con l'arciduchessa Sofia e al dilagare, per la prima volta in sei anni di matrimonio, di notizie riguardanti le infedeltà di Francesco Giuseppe, che rappresentava per lei l'unico legame con una corte che non amava. Elisabetta, memore dell'infelicità della madre, temeva forse di subire lo stesso destino di donna tradita e messa da parte. L'imperatrice reagì allora con un atteggiamento di sfida, insultando la corte: organizzò, infatti, numerosi balli a cui erano invitati i rampolli dell'alta società viennese, ma non i loro genitori (una cosa contraria all'usanza e all'etichetta).
In aggiunta alla delicata situazione, nel maggio 1860 giunse anche la notizia dell'imminente crollo del Regno delle Due Sicilie, assediato dai garibaldini. Sebbene Francesco Giuseppe e l'arciduchessa Sofia fossero favorevoli ad aiutare i Borbone, le condizioni economiche dell'Austria non lo permettevano; la preoccupazione per l'amata sorella Maria Sofia ebbe su Elisabetta un'influenza negativa, inficiando anche i suoi rapporti col marito. A luglio Elisabetta prese con sé Gisella, lasciò improvvisamente la corte di Vienna e si diresse a Possenhofen. Tuttavia, per evitare uno scandalo, dovette tornare a Vienna per il compleanno del marito, il 18 agosto.
Nell'ottobre del 1860 la salute dell'imperatrice subì un tracollo, dovuto a numerose crisi nervose e cure dimagranti. Il dottor Škoda, specialista in malattie polmonari, consigliò una cura presso un paese dal clima caldo: a suo parere la sovrana non sarebbe riuscita a superare l'inverno a Vienna. Fu consigliata Madera, forse per desiderio della stessa Elisabetta: l'arcipelago portoghese, infatti, non era un luogo rinomato per la cura di malattie polmonari, com'era invece, per esempio, Merano.
Molto probabilmente l'imperatrice scelse un luogo così lontano per evitare troppi contatti con Vienna e l'imperatore. Sebbene la diagnosi ufficiale di Škoda fosse quella di una gravissima malattia polmonare, esistono ancora molti dubbi sulla vera natura del male di Elisabetta. Sanissima in gioventù, cominciò a star male a contatto con l'ambiente della corte imperiale, dove, per sopperire alle sue numerose crisi di nervi, si sottoponeva a diete drastiche e intensi esercizi di ginnastica. Nei diari dell'arciduchessa Sofia non ci sono indizi sulla malattia misteriosa della nuora, così come nelle lettere della duchessa Ludovica.
La corte viennese si indignò per la partenza della sovrana tanto quanto nel resto del mondo ci fu una generale preoccupazione per l'imperatrice "in fin di vita" (la regina Vittoria mise a disposizione per Elisabetta il suo panfilo privato Victoria and Albert). Con tutta probabilità i disturbi fisici di Elisabetta erano dovuti a un disturbo psichico: la storica Brigitte Hamann ipotizza che l'imperatrice d'Austria soffrisse di una forma di anoressia nervosa, la quale comporta irrequietezza, rifiuto del cibo e del sesso. Ciò potrebbe anche spiegare il fatto che Elisabetta sembrava riprendersi subito non appena si allontanava da Vienna e dall'imperatore. In quegli anni ebbe una lunga amicizia con il cugino Ludwig II di Baviera, che quando salì al trono convinse a fidanzarsi con la sorella minore Sofia.

### Regina d'Ungheria

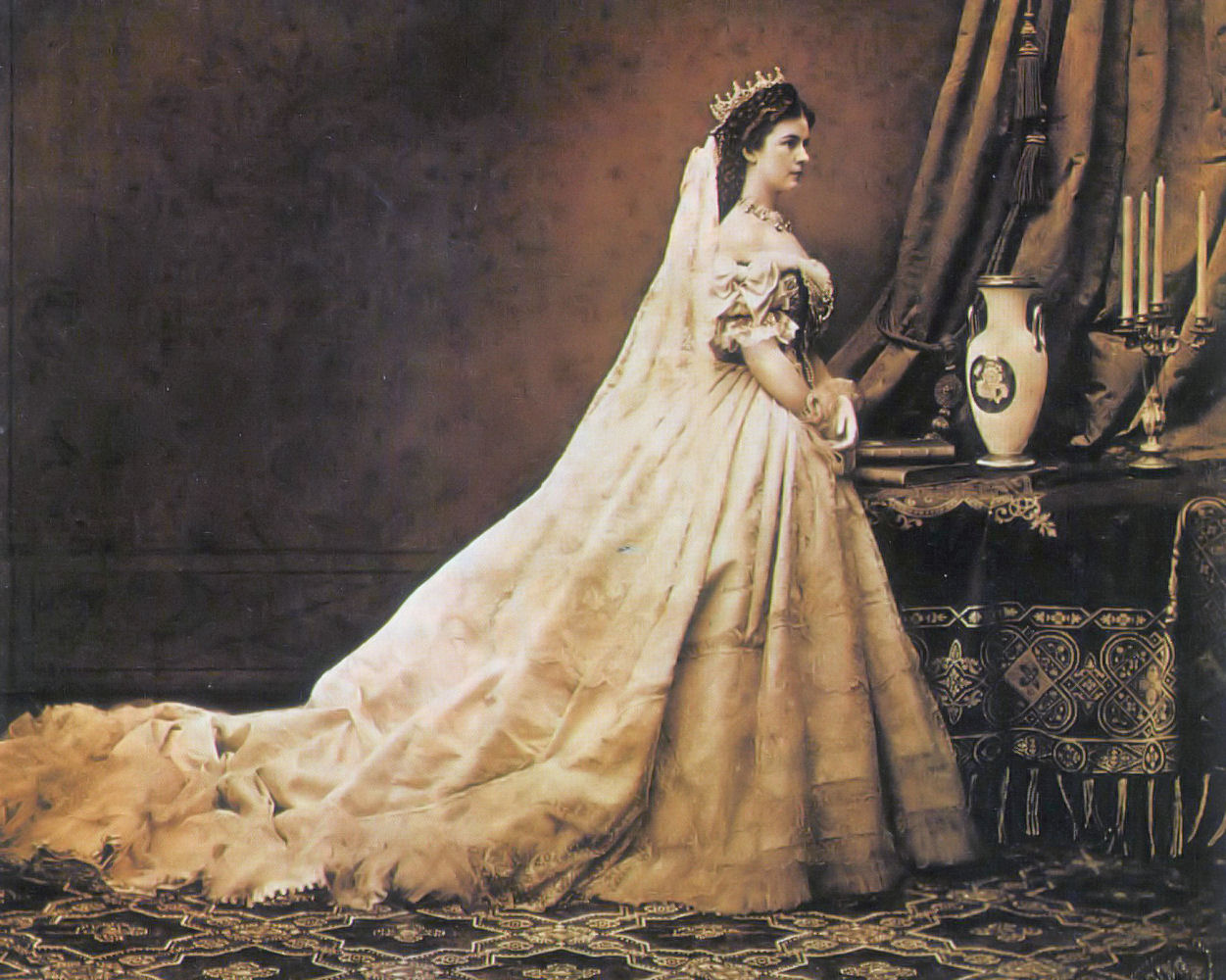
L'imperatrice Elisabetta con il vestito dell'incoronazione come Regina d'Ungheria (1867)

L'incoronazione a regina d'Ungheria avvenne l'8 giugno 1867 a Buda, al tempo capitale dell'Ungheria. In seguito la coppia ottenne la residenza a Gödöllő, dove Elisabetta visse la maggior parte del tempo. L'ultima figlia, Maria Valeria, la prediletta da Elisabetta, nacque nel 1868. Fu volutamente fatta nascere a Budapest, un omaggio della regina d'Ungheria ai suoi sudditi favoriti. Inoltre Elisabetta si occupò personalmente della sua educazione, cosa che non aveva fatto con gli altri tre figli.

### Mayerling
Il 24 aprile 1879 Elisabetta e Francesco Giuseppe festeggiarono le nozze d'argento. Una serie di lutti si abbatté successivamente su Elisabetta: nel 1886 morì in circostanze misteriose il cugino re Ludwig di Baviera, nel 1888 muore il padre, il duca Massimiliano. La vera tragedia avvenne però a Mayerling, dove nel 1889 il figlio Rodolfo, l'erede al trono (Kronprinz), morì suicida insieme all'amante, la baronessa Maria Vetsera, forse uccisa dallo stesso Rodolfo.
Secondo la leggenda, da quell'anno Elisabetta decise di vestirsi solo di nero e di rinunciare anche all'amata poesia.
Per superare la depressione dell'ambiente di corte, l'imperatrice riprese i suoi viaggi per tutta Europa. Si recò diverse volte a Roquebrune-Cap-Martin in Costa Azzurra e in tale località, esattamente all'Hotel du Cap Martin, ebbe anche un incontro nel 1891 con Eugenia de Montijo, moglie dell'ex imperatore dei francesi Napoleone III. Oltre a Elisabetta, si recavano a Cap Martin anche altri importanti nobili europei. Nel 1892 fu completata la costruzione della Villa Cyrnos, a Cap Martin, una residenza in stile neoclassico che dava sul mare e l'ex imperatrice Eugenia vi passò molto tempo, sia con la regina Vittoria del Regno Unito, sia con Elisabetta (tant'è che Cap Martin fu soprannominato le Cap des Impératrices).
Appassionata della cultura greca, Elisabetta fece costruire l'anno successivo a Corfù l'Achilleion, palazzo residenziale (poi diventato un museo) eretto in stile neoclassico sul tema dell'eroe mitologico Achille. Nel 1896 fu celebrato il millenario della fondazione dell'Ungheria ed Elisabetta vi partecipò a fianco dell'imperatore come ultima apparizione ufficiale, preferendo ormai vivere il più possibile lontano dalle folle e dalle corti.

### L'attentato e la morte

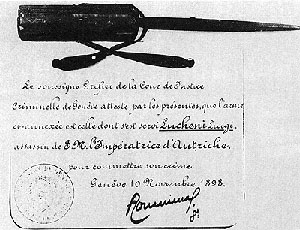
La lima da 9 cm utilizzata da Lucheni per pugnalare l'imperatrice

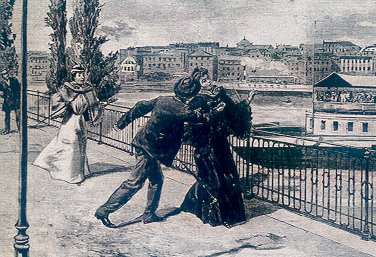
Luigi Lucheni colpisce l'imperatrice Elisabetta con una lima

Nel 1897 Elisabetta trascorse il Natale a Parigi insieme alle sorelle Matilde e Maria Sofia, ex regina del Regno delle Due Sicilie. Il Natale era una delle sue feste preferite e, almeno fino alla morte del figlio Rodolfo, lo festeggiò sempre con gioia e gran trasporto; con la tragedia di Mayerling, smise per sempre di festeggiare le festività natalizie.
Nel settembre 1898, l'imperatrice si recò in incognito a Ginevra prendendo alloggio all'Hotel Beau-Rivage, sul lungolago ginevrino, dove già aveva soggiornato l'anno precedente. Il 10 settembre, sempre vestita di nero dopo il suicidio del figlio Rodolfo, celava il viso dietro una veletta - un ventaglio o un ombrellino - ed era difficile da riconoscere. Doveva prendere il battello per Montreux alle ore 13:35 di quel giorno accompagnata dalla contessa Irma Sztáray, quando l'anarchico italiano Luigi Lucheni, informato sull'indirizzo dell'imperatrice e sulle sue sembianze da Giuseppe della Clara, si appostò sul Quai du Mont-Blanc, dietro un ippocastano, armato della sua lima nascosta in un mazzo di fiori.

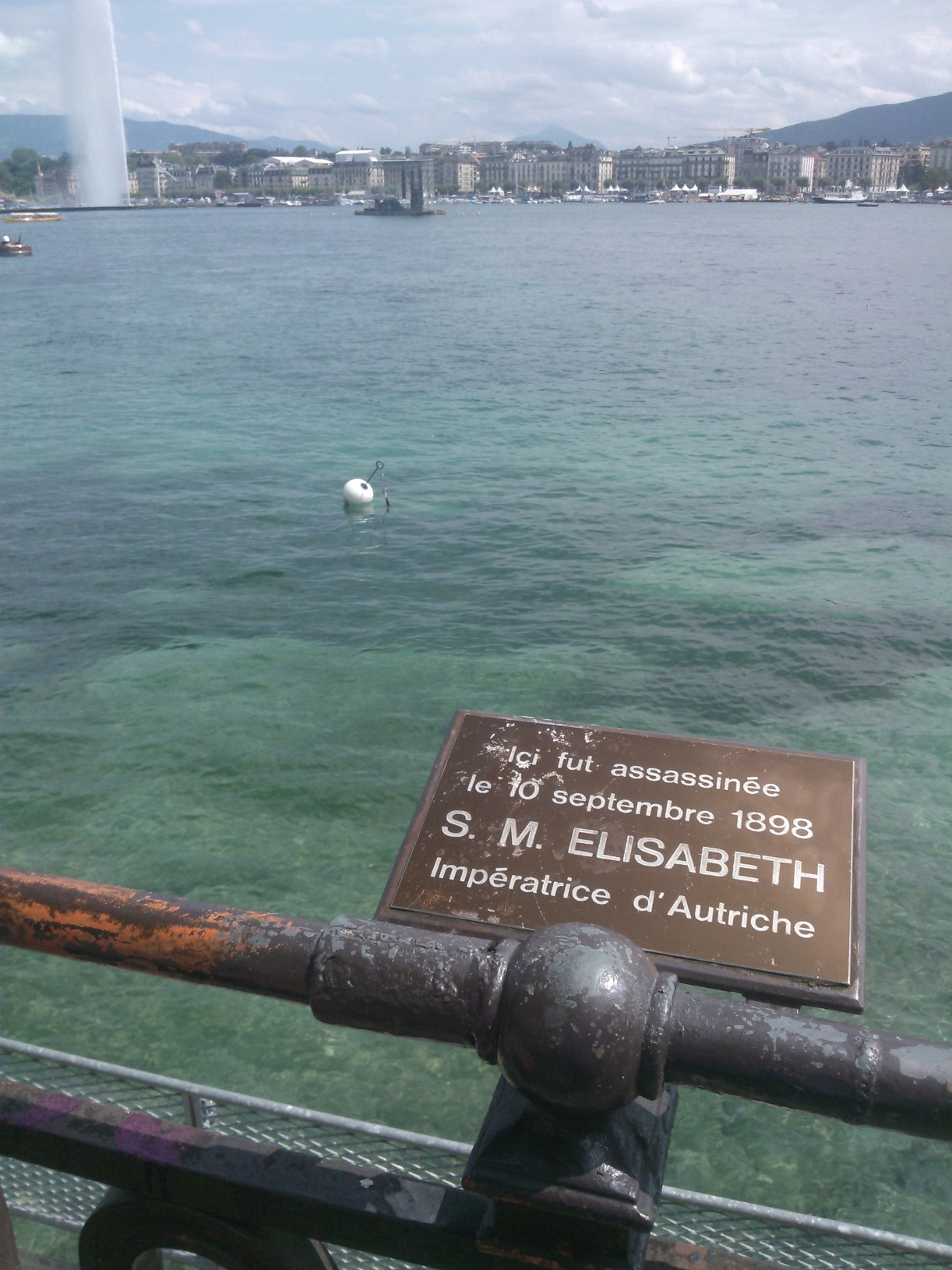
Placca commemorativa posta nel punto esatto in cui Elisabetta fu assassinata. Sul terzo piano, il getto d'acqua di Ginevra

Al passaggio dell'imperatrice la pugnalò al petto, con un unico colpo preciso; tentò poi di fuggire lungo la Rue des Alpes, gettando l'arma del delitto dinnanzi l'ingresso del civico n. 3. Fu poco dopo arrestato da quattro passanti, non lontano dal luogo dell'attentato. Al commissario che lo interrogava chiedendogli il motivo del suo gesto, pare abbia risposto: «Perché sono anarchico. Perché sono povero. Perché amo gli operai e voglio la morte dei ricchi».
L'imperatrice, che correva verso il battello (la sirena della partenza aveva già suonato) si accasciò per effetto dell'urto, ma si rialzò e riprese la corsa, non sentendo apparentemente nessun dolore. Fu solo una volta arrivata sul battello che impallidì e svenne nelle braccia della contessa Sztáray. Il battello fece retromarcia e l'imperatrice fu riportata nella sua camera d'albergo; spirò un'ora dopo, senza aver mai ripreso conoscenza. Aveva 60 anni.
L'autopsia, effettuata dal dottor Mégevand, mostrò che la lima aveva trafitto il ventricolo sinistro e che Elisabetta era morta d'emorragia interna (tamponamento cardiaco). La sua tomba, a differenza delle sue volontà (voleva esser sepolta a Corfù), si trova a Vienna nella Cripta Imperiale, accanto a quelle del marito e del figlio.

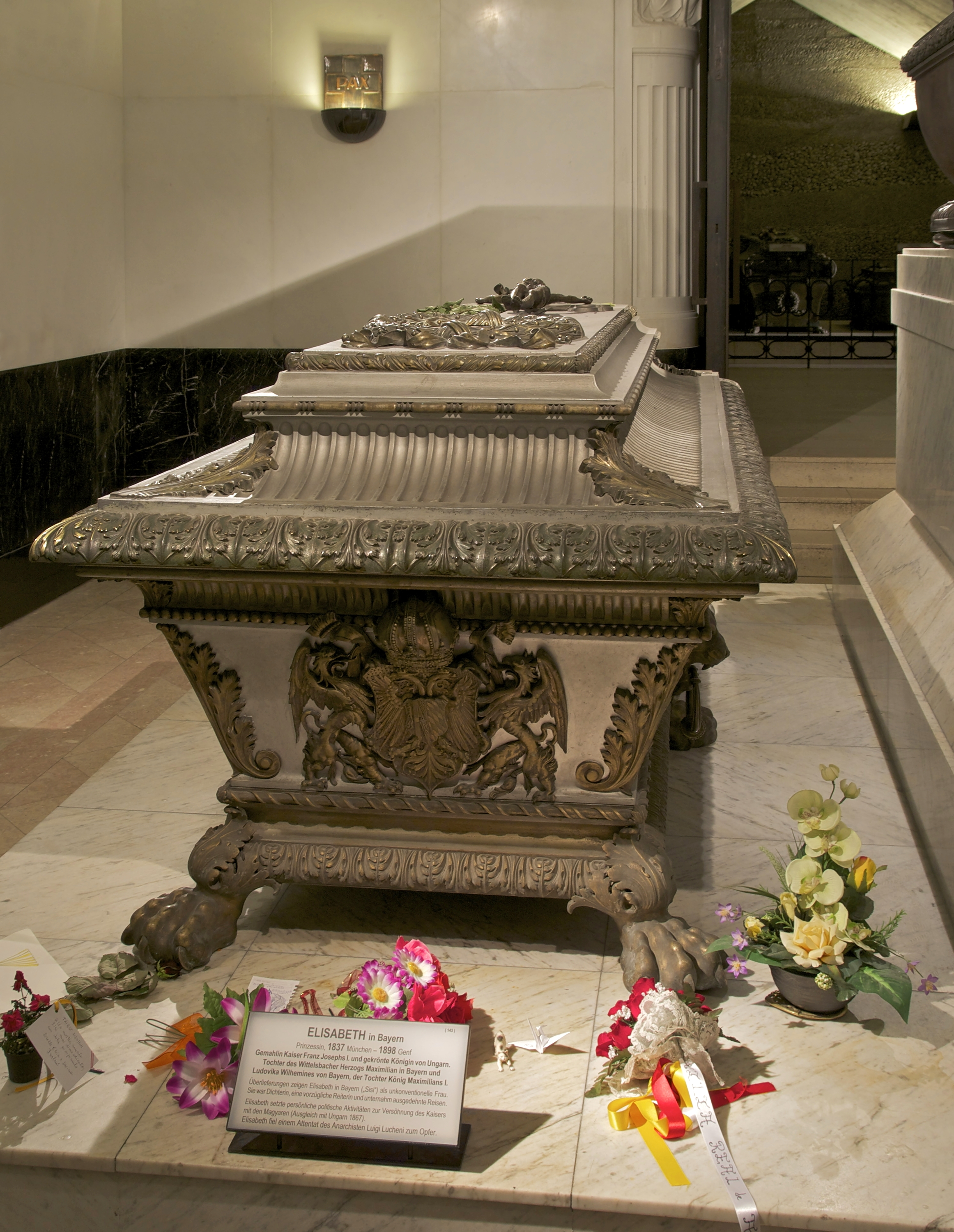
La tomba di Elisabetta situata nella Cripta Imperiale a Vienna

Sul luogo dell'omicidio oggi sorge una placca commemorativa che ne ricorda l’assassinio; un monumento all'imperatrice, inoltre, è stato eretto poco distante dallo stesso luogo.

## Visione politica
Nel 1998 è stato pubblicato il diario poetico dell'imperatrice, dal quale è emerso che Elisabetta non amava affatto la sua condizione aristocratica né condivideva la politica degli Asburgo, tanto da augurarsi di morire "improvvisamente, rapidamente e se possibile all'estero"; in un certo senso dunque si può dire che il suo intimo desiderio di abbandonare la vita sia stato esaudito.
D'altro canto, dai suoi scritti emerge chiaramente la sua disapprovazione delle condizioni sociali in cui versava la popolazione austriaca e ungherese, tanto da considerare i giovani a lei contemporanei come "oppressi dall'ordine stabilito"; a disagio e rattristata per la disparità socio-economica fra lei e la gente comune, detestando le ricchezze e i viaggi di piacere per l'Europa, Elisabetta arrivò anche a maledire, nelle sue poesie, la dinastia asburgica.
Nella biografia dedicata all'imperatrice, Brigitte Hamann descrive Elisabetta come una forte anticlericale, libertaria, insofferente alla vita e all'etichetta di corte, tanto da desiderare che Francesco Giuseppe abdicasse e andasse a vivere con lei sulle rive del Lemano.

## Il culto della bellezza
Ossessionata dal culto della propria bellezza, Elisabetta concentrava tutte le energie nel tentativo di conservarsi giovane, bella e magra. Negli anni settanta e ottanta gli impegni di corte non trovavano spazio nella giornata dell'imperatrice.
Secondo le cronache, Elisabetta era alta 1 metro e 72 centimetri e pesava 50 kg, aveva capelli castani folti e lunghissimi, che sciolti le arrivavano alle caviglie. Quasi tre ore occorrevano quotidianamente per vestirsi, poiché gli abiti le venivano quasi sempre cuciti addosso per far risaltare al massimo la snellezza del corpo. La sola allacciatura del busto, utile a ottenere il suo famoso vitino da vespa, richiedeva spesso un'ora di sforzi. Il lavaggio dei capelli era eseguito ogni tre settimane con una mistura di cognac e più di trenta uova. La procedura richiedeva un'intera giornata, durante la quale l'Imperatrice non tollerava di essere disturbata. Altre tre ore ogni giorno erano dedicate ai capelli, che venivano intrecciati da Fanny Angerer, ex parrucchiera del Burgtheater di Vienna, richiesta espressamente dall'imperatrice. Una delle sue creazioni più famose fu l'acconciatura a "corona", con grandi trecce raccolte sopra la nuca, divenuta il simbolo di riconoscimento dell'imperatrice, che fu imitata da molte donne aristocratiche del tempo.
Elisabetta era impegnata per il resto della giornata nella scherma, l'equitazione e la ginnastica (a tale scopo, aveva fatto allestire in tutti i palazzi in cui soggiornava delle palestre attrezzate con pesi, sbarra e anelli, e per un certo periodo aveva mantenuto una scuderia di prima grandezza). Costringeva inoltre la propria dama di corte a seguirla durante interminabili e forsennate passeggiate quotidiane, che duravano come minimo sette o otto ore filate, e di cui quasi nessuna delle dame di compagnia riusciva a sostenere il ritmo, sicché l'imperatrice era costretta a terminarle in carrozza.
Per preservare la giovinezza della pelle, Elisabetta faceva uso di maschere notturne (a base di carne di vitello cruda o di fragole) e ricorreva a bagni caldi nell'olio d'oliva. Per conservare la snellezza, oltre a rispettare un rigoroso regime alimentare, dormiva con i fianchi avvolti in panni bagnati e beveva misture di albume d'uovo e sale.

## Sissi nella cultura di massa

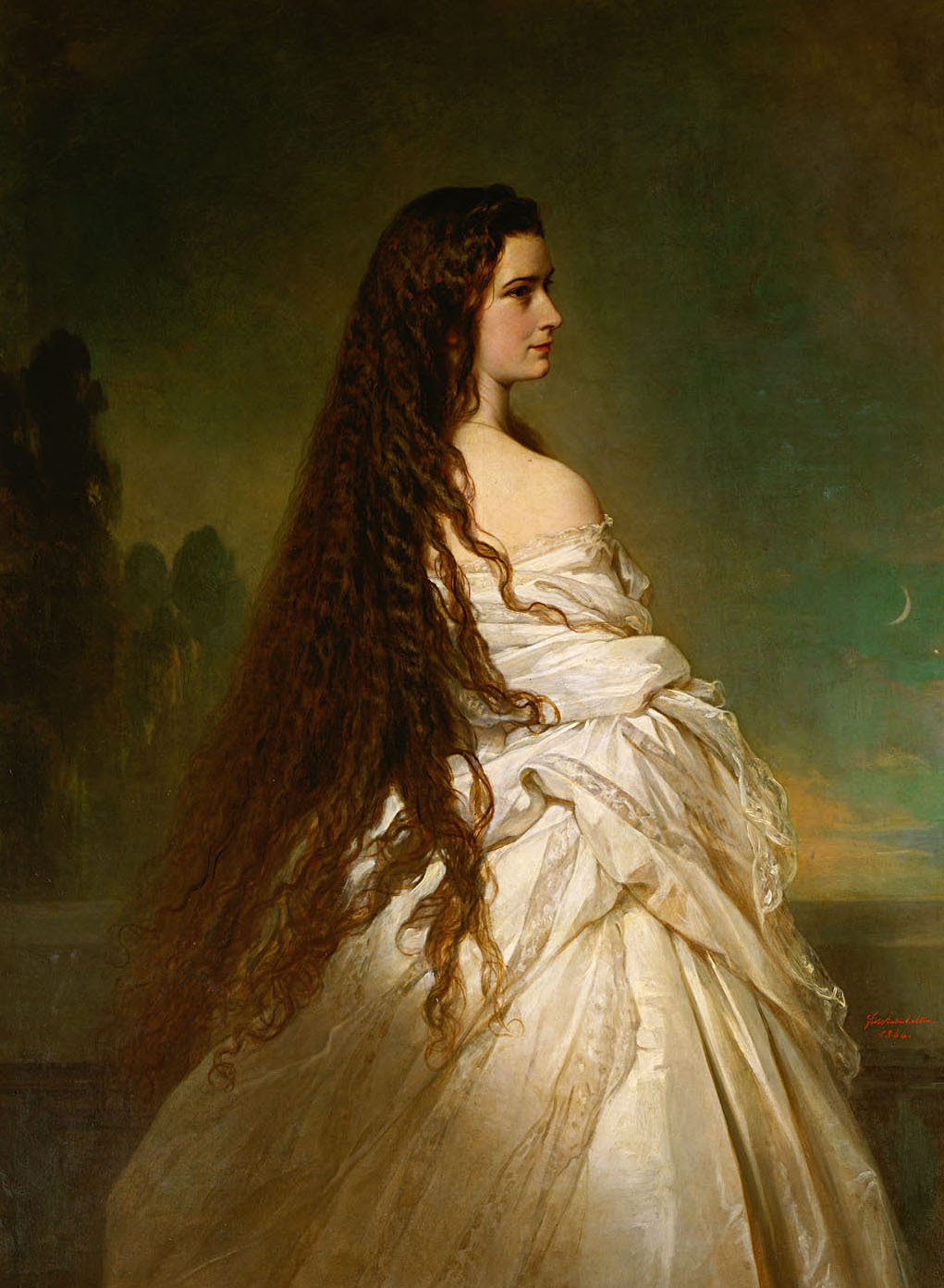
L'imperatrice Elisabetta, dipinto di Franz Xaver Winterhalter (1865)

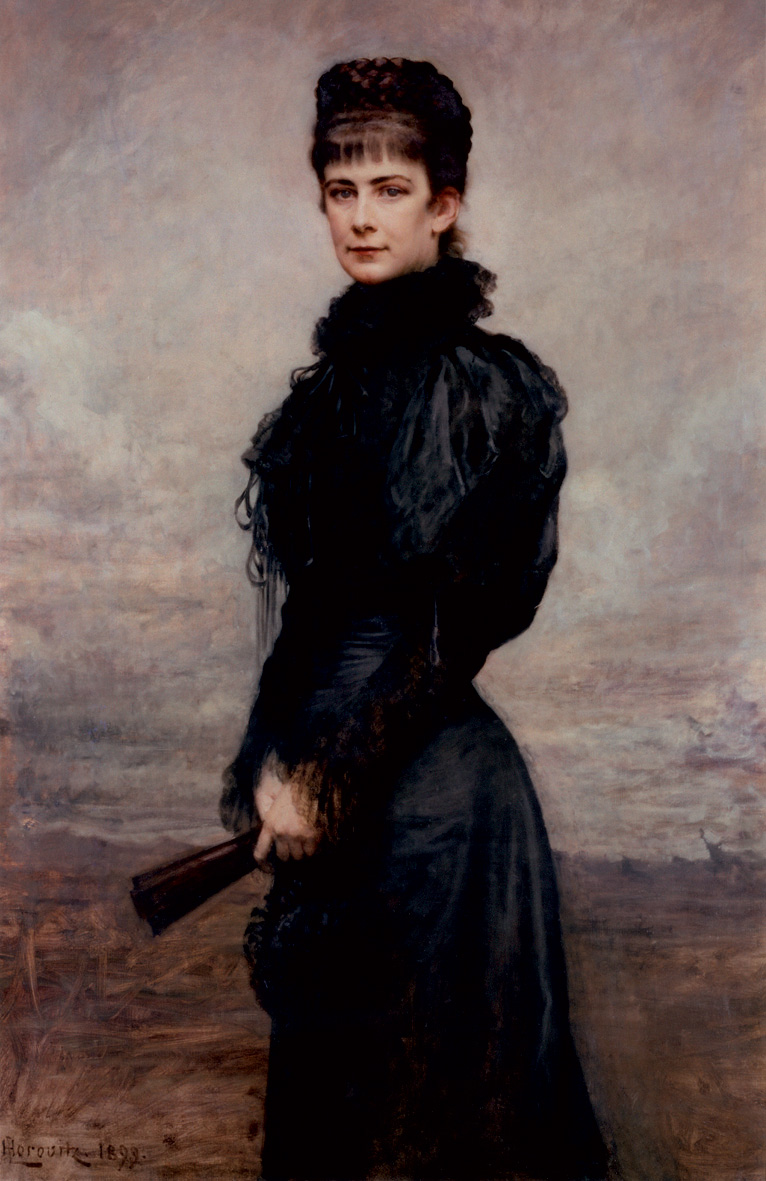
Ritratto postumo di Leopold Horowitz (1899)

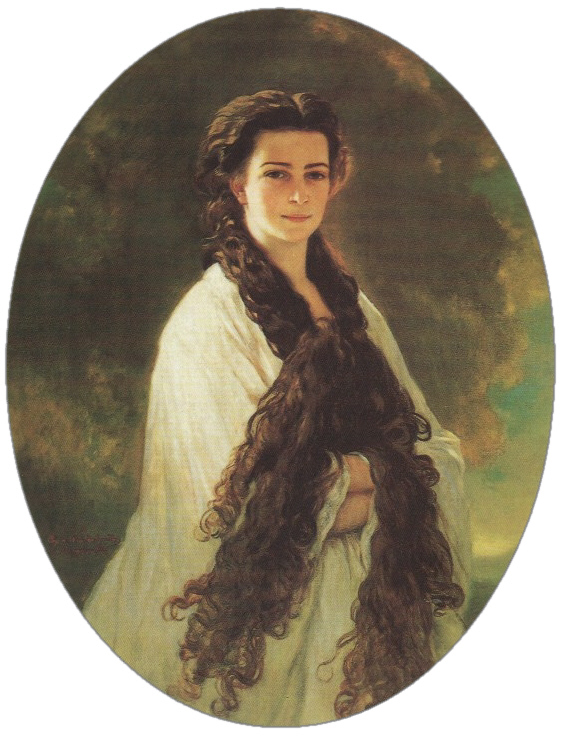
L'imperatrice Elisabetta in un ritratto di Franz Xaver Winterhalter (1864)

### Cinema, teatro e televisione
La fama postuma di Elisabetta è dovuta soprattutto ai tre film girati negli anni cinquanta da Ernst Marischka con Romy Schneider nel ruolo dell'imperatrice Elisabetta, alla quale viene attribuita il soprannome "Sissi", e Karlheinz Böhm in quello dell'imperatore Francesco Giuseppe. I film della trilogia di Sissi sono:
- La principessa Sissi (Sissi, 1955)
- Sissi - La giovane imperatrice (Sissi - Die junge Kaiserin, 1956)
- Sissi - Destino di un'imperatrice (Sissi - Schicksalsjahre einer Kaiserin, 1957)

Romy Schneider interpretò nuovamente l'imperatrice Elisabetta nel film Ludwig (1972) di Luchino Visconti, con Helmut Berger nel ruolo di Ludovico II di Baviera. A differenza della trilogia di Marischka, dove Sissi era raffigurata in modo assai improbabile, come una fanciulla spontanea e ingenua, nel film di Visconti l'imperatrice è stata rappresentata in maniera disincantata, aristocratica e più realistica.
La filmografia su Elisabetta d'Austria comprende ventotto opere cinematografiche. Il primo film su Elisabetta fu realizzato nel 1920 in Germania con la regia di Rolf Raffé, preceduto da un'altra pellicola, intitolata Mayerling (1919), che narrava gli avvenimenti del suicidio del principe ereditario Rodolfo e in cui l'imperatrice aveva un ruolo più marginale. Un nuovo film su Mayerling fu realizzato nel 1968 con la presenza di Ava Gardner (Elisabetta), James Mason (Francesco Giuseppe), Omar Sharif (Rodolfo) e Catherine Deneuve (Maria Vetsera).
Dagli anni novanta ha fatto il giro del mondo il musical Elisabeth, partito da Vienna, che racconta la sua vita, dall'incontro con Franz Joseph alla morte per mano di Luigi Lucheni. Inoltre, è presente un elemento fantasioso. La morte è rappresentata come il suo amante e Lucheni fa anche la parte del narratore. Due sono le canzoni più celebri del musical, entrambe rivelatrici del carattere indipendente, e insofferente dell'etichetta di corte, dell'imperatrice: Ich gehör nur mir, cioè "Io appartengo solo a me", e Wenn ich tanzen will, cioè "Quando ho voglia di ballare".
Nel 1997 è stato prodotto anche il cartone animato La principessa Sissi, andato in onda su Rai 2, in cui la storia di Elisabetta d'Austria risulta piuttosto romanzata e distante da quella reale. Nel 2004 la televisione francese realizza il film TV Sissi, l'imperatrice ribelle, che vede come protagonista Arielle Dombasle. Nel 2009 è stata co-prodotta da Austria e Italia una miniserie in due puntate, dal titolo Sissi, con l'attrice italiana Cristiana Capotondi nel ruolo della protagonista. La serie è stata trasmessa da Rai 1 il 28 febbraio e il 1º marzo 2010. L'imperatrice è anche al centro di un episodio della serie Il commissario Rex, intitolato proprio Sissi e incentrato su una psicopatica che crede di essere l'imperatrice, arrivando anche a uccidere una persona.
Lista completa delle rappresentazioni di Sissi nei media:
- Das Schweigen am Starnbergersee (1920) - interpretata da Carla Nelsen
- Elisabetta imperatrice d'Austria (Kaiserin Elisabeth von Österreich) (1921) - interpretata da Carla Nelsen
- Ludwig II. (1922) - interpretata da Gina Puch-Klitsch
- Il crollo degli Asburgo (Das Schicksal derer von Habsburg) (1928) - interpretata da Erna Morena
- Ludwig der Zweite, König von Bayern (1930) - interpretata da Trude von Molo
- Elisabetta d'Austria (Elisabeth von Österreich) (1931) - interpretata da Lil Dagover
- Tutto per un bacio (Königswalzer) (1935) - interpretata da Carola Höhn
- Valse royale (1936) - interpretata da Alla Donell
- A királyné huszárja (1936) - interpretata da Lili Berky
- Desiderio di re (The King Steps Out) (1936) - interpretata da Grace Moore
- Mayerling (1936) - interpretata da Gabrielle Dorziat
- La collana della principessa (Prinzessin Sissy) (1939) - interpretata da Traudl Stark
- Magyar Melody (1936) - interpretata da Stella Arbenina - Film TV
- Elisabetta d'Ungheria (Erzsébet királyné) (1940) - interpretata da Katalin Karády
- Il segreto di Mayerling (Le secret de Mayerling) (1949) - interpretata da Marguerite Jamois
- Il valzer dell'imperatore (Kaiserwalzer) (1953) - interpretata da Maria Holst
- Re Lodovico II (Ludwig II: Glanz und Ende eines Königs) (1955) - interpretata da Ruth Leuwerik
- Meeting at Mayerling, episodio della serie Front Row Center (1955) - interpretata da Mary Forbes
- Avventura a corte (Königswalzer) (1955) - interpretata da Linda Geiser
- La principessa Sissi (Sissi) (1955) - interpretata da Romy Schneider
- Amanti imperiali (Kronprinz Rudolfs letzte Liebe) (1956) - interpretata da Lil Dagover
- The Mayerling Affair, episodio della serie BBC Sunday-Night Theatre (1956) - interpretata da Margaretta Scott
- Sissi - La giovane imperatrice (Sissi - Die junge Kaiserin) (1956) - interpretata da Romy Schneider
- Sissi - Destino di una imperatrice (Sissi - Schicksalsjahre einer Kaiserin) (1957) - interpretata da Romy Schneider
- Mayerling, episodio della serie Producers' Showcase (1957) - interpretata da Diana Wynyard - Film TV
- Der Tag danach (1965) - interpretata da Marianne Schönauer - Film TV
- Mayerling (Mayerling) (1968) - interpretata da Ava Gardner
- Ludwig - Requiem per un re vergine (Ludwig - Requiem für einen jungfräulichen König) (1972) - interpretata da Hanna Köhler
- Elisabeth Kaiserin von Österreich (1972) - interpretata da Marisa Mell - Film TV
- Ludwig (1972) - interpretata da Romy Schneider
- Death Waltz, episodio della serie La caduta delle aquile (1974) - interpretata da Diane Keen
- Requiem for a Crown Prince, episodio della serie La caduta delle aquile (Fall of Eagles) (1974) - interpretata da Rachel Gurney
- Der Kronprinz (1989) - interpretata da Mijou Kovacs - Film TV
- Sisi und der Kaiserkuß (1991) - interpretata da Vanessa Wagner
- Wie eine schwarze Möwe (1998) - interpretata da Christine Ostermayer Film TV
- Sissi, l'imperatrice ribelle (Sissi, l'impératrice rebelle) (2004) - interpretata da Arielle Dombasle (adulta)
Lizzie Brocheré (giovane) - Film TV
- Elisabeth (2005) - interpretata da Maya Hakvoort - Uscito in home video
- Il destino di un principe (Kronprinz Rudolf) (2006) - interpretata da Sandra Ceccarelli - Film TV
- Sissi (Sisi) (2009) - interpretata da Cristiana Capotondi - Miniserie TV
- Ludwig II (2012) - interpretata da Hannah Herzsprung
- Sissi (Sisi) (2021) - interpretata da Dominique Devenport - Serie TV
- Corsage (2022) - interpretata da Vicky Krieps
- L'imperatrice (Die Kaiserin) (2022) - interpretata da Devrim Lingnau - Serie TV

### Documentari
Numerosi sono anche i documentari realizzati in Italia, tra i più importanti si citano:
- La vera storia della principessa Sissi, presentato in Quark (trasmissione TV, Rai) da Piero Angela per la regia di Gabriele Cipollitti.
- La vera storia dell'imperatrice Elisabetta presentato in Atlantide (trasmissione TV, LA7) per la regia di Alessandra Gigante e la sceneggiatura di Fabrizio Andreoli. Con interviste con Daniela Casini (scrittrice e saggista) e Matteo Tuveri (scrittore, biografo dell'imperatrice Elisabetta d'Austria ed esperto di cultura mitteleuropea).
- Sissi e Diana a confronto in onda su Rai 3 per la serie della trasmissione Enigma, condotta da Corrado Augias.

### Letteratura
- Catherine Clemént, Il valzer incompiuto, Milano, Corbaccio, 1996.
- Edi Vesco, Sissi. Una ribelle alla corte di Vienna, Sperling & Kupfer, 2004.
- Nicole Avril, Sissi, Arnoldo Mondadori Editore, 1996.
- Allison Paralisi, Sissi, Superbeat, 2017.
- Alessandra Zanelli Barzotto, Sissi. L'imperatrice che non voleva essere sovrana, Arkadia Editore, 2024.

## Discendenza
Francesco Giuseppe I d'Austria ed Elisabetta ebbero quattro figli:
- Sofia (Laxenburg, 5 marzo 1855 – Buda, 29 maggio 1857), morta a soli due anni;
- Gisella (Laxenburg, 12 luglio 1856 – Monaco di Baviera, 27 luglio 1932), sposò Leopoldo di Baviera, a cui diede quattro figli;
- Rodolfo (Vienna, 21 agosto 1858 – Mayerling, 30 gennaio 1889), principe ereditario, sposò Stefania del Belgio, da cui ebbe una sola figlia; morì suicida insieme alla propria amante
- Maria Valeria (Buda, 22 aprile 1868 – Vienna, 6 settembre 1924), sposò Francesco Salvatore di Toscana, a cui diede dieci figli.

## Titoli e trattamento

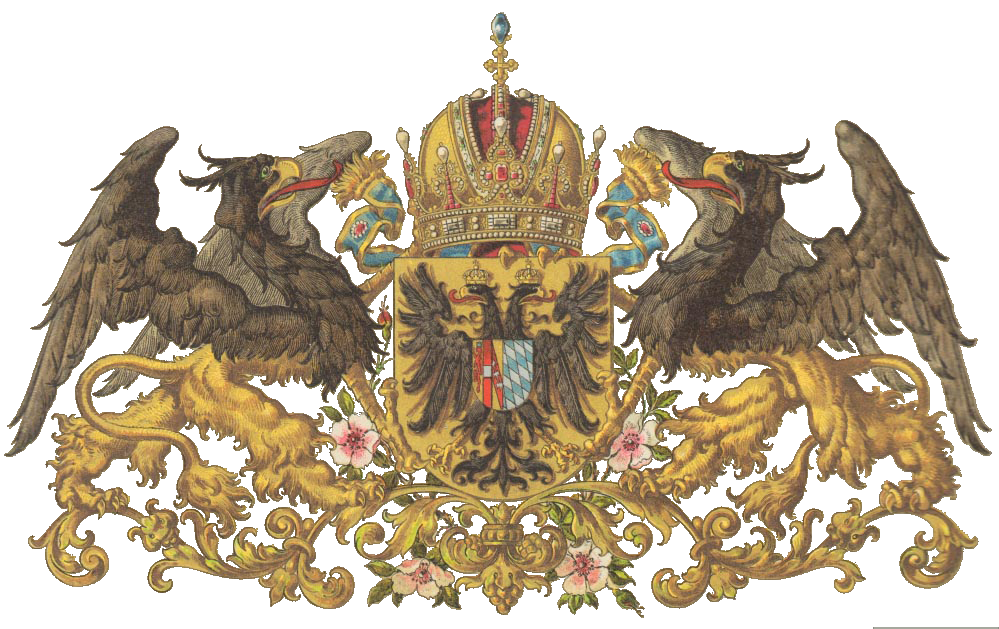
Armi di Elisabetta di Baviera come imperatrice d'Austria-Ungheria

- 24 dicembre 1837 – 21 marzo 1845: Sua Altezza, Elisabetta, duchessa in Baviera
- 21 marzo 1845 - 24 aprile 1854 : Sua Altezza Reale Elisabetta, duchessa in Baviera
- 24 aprile 1854 – 10 settembre 1898: Sua Maestà Imperiale e Reale, Elisabetta, imperatrice d'Austria, regina apostolica d'Ungheria, regina di Boemia e di Croazia

Titolatura completa: S. M. I. e R. Elisabetta Amalia Eugenia, imperatrice d'Austria, regina apostolica d'Ungheria, regina di Boemia, regina di Lombardia e di Venezia, regina di Dalmazia, Croazia, Schiavonia, Galizia, Lodomeria e Illiria, regina di Gerusalemme, ecc.; arciduchessa d'Austria; granduchessa di Toscana e Cracovia, duchessa di Lorena, di Salisburgo, di Stiria, Carinzia, Carniola e di Bucovina; gran principessa di Transilvania; margravia di Moravia; duchessa dell'Alta e Bassa Slesia, di Modena, Parma, Piacenza e Guastalla, d'Auschwitz e Zator, di Teschen, di Friuli, di Ragusa e Zara; contessa principesca d'Asburgo, del Tirolo, di Kyburg, di Gorizia e Gradisca; principessa di Trento e Bressanone; margravia d'Alta e Bassa Lusazia e in Istria; contessa di Hohenembs, Feldkirch, Bregenz, Sonnenberg ecc.; signora di Trieste, di Cattaro e della Marca dei Vendi.

## Onorificenze

Il monogramma personale dell'imperatrice Elisabetta

Il monogramma personale dell'imperatrice Elisabetta e dell'imperatore Francesco Giuseppe I d'Austria

## Ascendenza
|                                  |                                            |                                          | Genitori                                                   |  |  | Nonni |  |  | Bisnonni             |  |  | Trisnonni                         |  |
|                                  |                                            |                                          |                                                            |  |  |       |  |  | Guglielmo in Baviera |  |  | Giovanni di Birkenfeld-Gelnhausen |  |
|                                  |                                            |                                          |                                                            |  |  |       |  |  | Guglielmo in Baviera |  |  | Giovanni di Birkenfeld-Gelnhausen |  |
|                                  |                                            | Sofia Carlotta di Salm-Dhaun             |                                                            |  |  |       |  |  | Guglielmo in Baviera |  |  |                                   |  |
| Pio Augusto in Baviera           |                                            |                                          |                                                            |  |  |       |  |  | Guglielmo in Baviera |  |  |                                   |  |
|                                  |                                            | Maria Anna di Zweibrücken-Birkenfeld     | Federico Michele di Zweibrücken-Birkenfeld                 |  |  |       |  |  |                      |  |  |                                   |  |
|                                  |                                            | Maria Anna di Zweibrücken-Birkenfeld     | Federico Michele di Zweibrücken-Birkenfeld                 |  |  |       |  |  |                      |  |  |                                   |  |
|                                  |                                            | Maria Anna di Zweibrücken-Birkenfeld     | Maria Francesca del Palatinato-Sulzbach                    |  |  |       |  |  |                      |  |  |                                   |  |
| Massimiliano Giuseppe in Baviera |                                            | Maria Anna di Zweibrücken-Birkenfeld     |                                                            |  |  |       |  |  |                      |  |  |                                   |  |
|                                  |                                            | Luigi Maria di Arenberg                  | Carlo Maria Raimondo d'Arenberg                            |  |  |       |  |  |                      |  |  |                                   |  |
|                                  |                                            | Luigi Maria di Arenberg                  | Carlo Maria Raimondo d'Arenberg                            |  |  |       |  |  |                      |  |  |                                   |  |
|                                  |                                            | Luigi Maria di Arenberg                  | Louise Margarete de la Marck-Schleiden, Contessa di Vardes |  |  |       |  |  |                      |  |  |                                   |  |
| Amalia Luisa di Arenberg         |                                            | Luigi Maria di Arenberg                  |                                                            |  |  |       |  |  |                      |  |  |                                   |  |
|                                  |                                            | Marie Adélaïde Julie de Mailly           | Louis Joseph de Mailly, Marchese of Nesle                  |  |  |       |  |  |                      |  |  |                                   |  |
|                                  |                                            | Marie Adélaïde Julie de Mailly           | Louis Joseph de Mailly, Marchese of Nesle                  |  |  |       |  |  |                      |  |  |                                   |  |
|                                  |                                            | Marie Adélaïde Julie de Mailly           | Adélaïde Julie d'Hautefort                                 |  |  |       |  |  |                      |  |  |                                   |  |
| Elisabetta di Baviera            |                                            | Marie Adélaïde Julie de Mailly           |                                                            |  |  |       |  |  |                      |  |  |                                   |  |
|                                  | Federico Michele di Zweibrücken-Birkenfeld | Cristiano III del Palatinato-Zweibrücken |                                                            |  |  |       |  |  |                      |  |  |                                   |  |
|                                  | Federico Michele di Zweibrücken-Birkenfeld | Cristiano III del Palatinato-Zweibrücken |                                                            |  |  |       |  |  |                      |  |  |                                   |  |
|                                  | Federico Michele di Zweibrücken-Birkenfeld | Carolina di Nassau-Saarbrücken           |                                                            |  |  |       |  |  |                      |  |  |                                   |  |
| Massimiliano I di Baviera        | Federico Michele di Zweibrücken-Birkenfeld |                                          |                                                            |  |  |       |  |  |                      |  |  |                                   |  |
|                                  |                                            | Maria Francesca di Sulzbach              | Giuseppe Carlo del Palatinato-Sulzbach                     |  |  |       |  |  |                      |  |  |                                   |  |
|                                  |                                            | Maria Francesca di Sulzbach              | Giuseppe Carlo del Palatinato-Sulzbach                     |  |  |       |  |  |                      |  |  |                                   |  |
|                                  |                                            | Maria Francesca di Sulzbach              | Elisabetta Augusta Sofia del Palatinato-Neuburg            |  |  |       |  |  |                      |  |  |                                   |  |
| Ludovica di Baviera              |                                            | Maria Francesca di Sulzbach              |                                                            |  |  |       |  |  |                      |  |  |                                   |  |
|                                  |                                            | Carlo Luigi di Baden                     | Carlo Federico di Baden                                    |  |  |       |  |  |                      |  |  |                                   |  |
|                                  |                                            | Carlo Luigi di Baden                     | Carlo Federico di Baden                                    |  |  |       |  |  |                      |  |  |                                   |  |
|                                  |                                            | Carlo Luigi di Baden                     | Carolina Luisa d'Assia-Darmstadt                           |  |  |       |  |  |                      |  |  |                                   |  |
| Carolina di Baden                |                                            | Carlo Luigi di Baden                     |                                                            |  |  |       |  |  |                      |  |  |                                   |  |
|                                  |                                            | Amalia d'Assia-Darmstadt                 | Luigi IX d'Assia-Darmstadt                                 |  |  |       |  |  |                      |  |  |                                   |  |
|                                  |                                            | Amalia d'Assia-Darmstadt                 | Luigi IX d'Assia-Darmstadt                                 |  |  |       |  |  |                      |  |  |                                   |  |
|                                  |                                            | Amalia d'Assia-Darmstadt                 | Carolina del Palatinato-Zweibrücken-Birkenfeld             |  |  |       |  |  |                      |  |  |                                   |  |
|                                  |                                            | Amalia d'Assia-Darmstadt                 |                                                            |  |  |       |  |  |                      |  |  |                                   |  |